# Joseph Fratrel
Joseph Fratrel, né à Épinal en 1727 ou 1730, et mort à Mannheim le 17 mai 1783, est un artiste peintre et graveur français.

## Biographie
Joseph Fratrel commence par étudier le droit à Besançon puis est nommé avocat au parlement du duché de Lorraine le 20 juin 1759. Par ailleurs, il avait été initié à l'art de peindre des miniatures dans sa jeunesse, ayant développé un goût prononcé pour l'art. Venu à Paris, il avait fréquenté l'atelier de Pierre Antoine Baudouin, considéré à cette époque comme un maître du genre, et puisa son inspiration dans Raphaël et Nicolas Poussin. En proie au bégaiement, il finit par renoncer à sa carrière d'avocat. 
Fratrel est ensuite nommé par le duc Stanislas peintre à la cour de Lorraine, rattaché au château de Lunéville. Après la mort du souverain en 1766, Fratel est appelé à Mannheim par Charles-Théodore de Bavière, comte-palatin du Rhin, qui venait de fonder une académie de dessin et de sculpture. Fratrel y est nommé professeur. 
Désormais établi à Mannheim, Fratrel travaille à un nouveau procédé de peinture à la cire ; en 1770, il publie un ouvrage explicitant cette technique en associant le nom de son inventeur, le baron Charles de Taubenheim. Il reçoit par ailleurs une formation en gravure sous la direction d'Egid Verhelst le Jeune (1733-1804), produit des eaux-fortes et s'essaye à la manière noire, non sans succès. L'une de ses pièces maîtresses reste L'Apothéose le l'électeur Charles-Théodore (1777). Vers 1776, Fratrel a exécuté entre autres le portrait de l'historien d'art Lambert Krahe, fondateur d'une école qui deviendra l'académie des beaux-arts de Düsseldorf, où il a également enseigné. 
Une rue de Mannheim porte aujourd'hui son nom.
Son fils, Joseph II Fratrel (dit « le jeune »), devient peintre et lithographe.

## Conservation

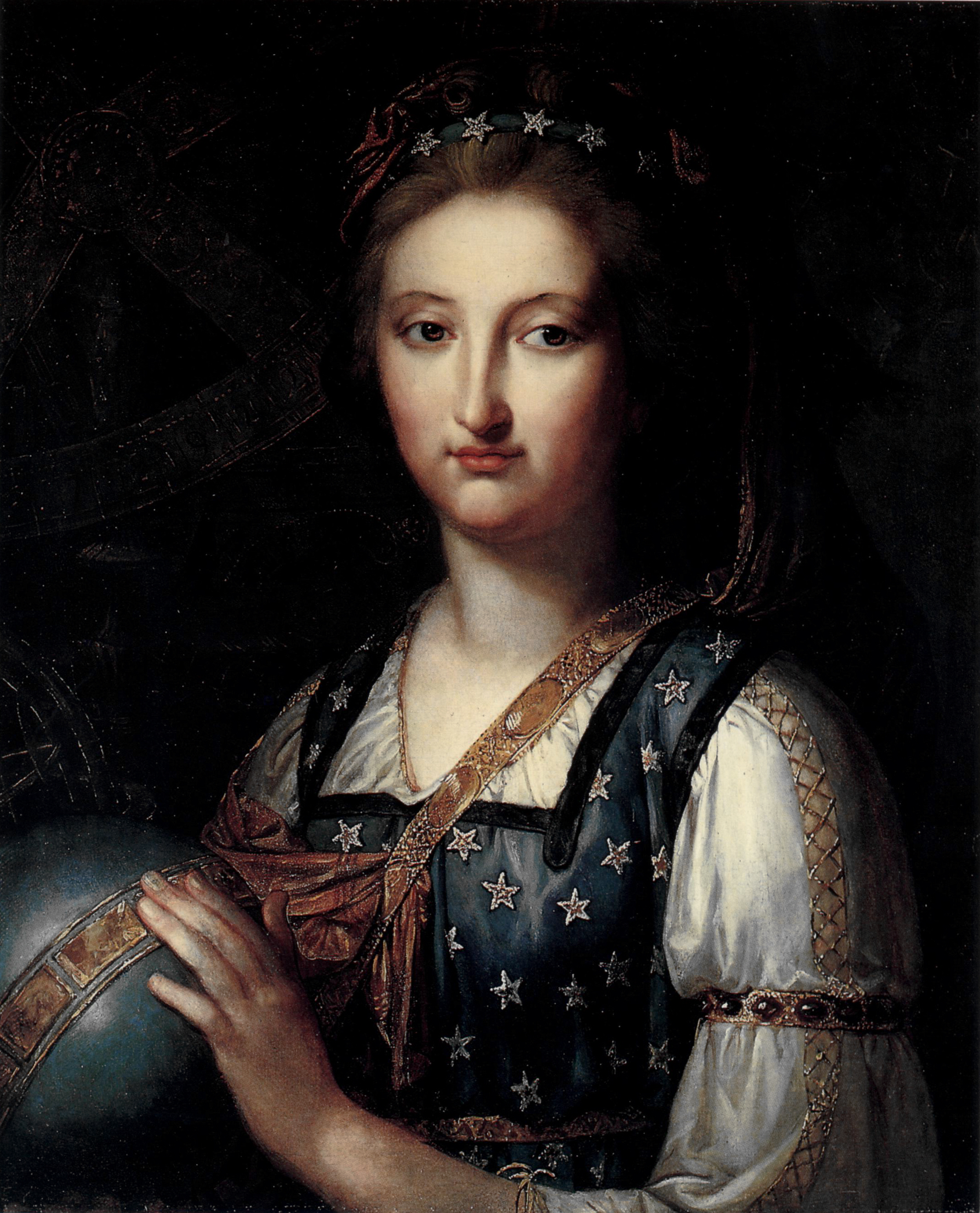
Allégorie de l'Astronomie, cire et huile sur toile, (1780).

- Allégorie de la Science, eau-forte, 1776, Art Institute of Chicago[6].
- Allégorie de l'Astronomie, cire et huile sur toile, 1780, Mannheim, Reiss-Engelhorn-Museen.
- Apothéose de Charles-Théodore (Apotheose des Kurfürsten Karl Theodor) ou Les arts et les Sciences honorant leur protecteur Charles-Théodore, eau-forte, second état, New York, MET[7].
- Die trauernde Cornelia, cire et huile sur toile, 1781, Munich, Alte Pinakothek.
- Combat entre Hercule et l'Hydre, huile sur toile, s.d., Aschaffenbourg, Staatsgalerie Aschaffenburg (en)[8].

Le musée d'art de Philadelphie conserve une vingtaine d'eaux-fortes.